# Pantao Ragat

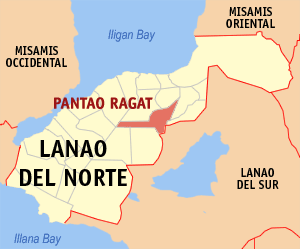
Bản đồ Lanao del Norte với vị trí của Pantao Ragat

Pantao Ragat là một đô thị hạng 5 ở tỉnh Lanao del Norte, Philippines. Theo điều tra dân số năm 2007, đô thị này có dân số 20.097 người.

## Các đơn vị hành chính
Pantao Ragat được chia ra 20 barangay.
| - Aloon - Banday - Bobonga Pantao Ragat - Bobonga Radapan - Cabasagan - Calawe - Culubun - Dilimbayan - Dimayon - Lomidong | - Madaya - Maliwanag - Matampay - Natangcopan - Pansor - Pantao Marug - Poblacion East - Poblacion West - Tangcal - Tongcopan |